# Palacio condes de Buendía (Palencia)
Los condes de Buendía, quienes establecieron la cabeza de sus estados señoriales en la villa de Dueñas, disponían de residencias palaciegas en las ciudades cercanas más importantes como Valladolid o Palencia.
En la capital del Carrión, su palacio se encontraría ubicado entre las calles Santo Domingo de Guzmán, Niños del Coro y la actual calle Eduardo Dato nº 12, muy cerca de la catedral y de la calle mayor, en el solar que hoy ocupa el Colegio Filipense Blanca de Castilla, fundado en Palencia en 1914, aunque trasladado a su ubicación actual en 1957.

## Historia
Este palacio fue construido por Pedro de Acuña, I conde de Buendía, lo que dio lugar a que, en el siglo XVI, dicha calle pasara a denominarse calle conde de Buendía, frente a la anterior denominación de Puerta de Monzón, en alusión a la puerta de la muralla, ubicada en la próxima Plaza de León y derribada en 1868. Posteriormente, la calle pasaría a ser conocida como calle de la Virreina en honor a Ana de Castilla y Mendoza, esposa del virrey de Nueva España Luis de Velasco, señor de Salinas de Riopisuerga (Palencia), y nieta del insigne palentino Sancho de Castilla. Su designación actual data de 1921, tras el asesinato de este político conservador, Eduardo Dato, presidente del consejo de ministros.
En el siglo XVI, en la próxima calle Ramírez, frontero a este palacio, Santa Teresa de Jesús fundó el convento carmelita de San José de Nuestra Señora de la Calle, derribado en 1975. En 1623, aprovechando la proximidad y estrechez de la calle, la condesa Luisa de Moncada y Aragón (1585-1629), viuda de Eugenio de Padilla y Manrique, II conde de Santa Gadea y X conde de Buendía, mandó construir un pasadizo voladizo de madera que unía el palacio con el convento, en cuya clausura había decidido ingresar pero sin renunciar a su casa, profesando el 1 de febrero de 1626 con el nombre de Luisa del Santísimo Sacramento, falleciendo en 1629. El concejo autorizó la obra pero con la prevención de que sería derruido después de que muriese.
A mediados el siglo XVII, con la extinción de los linajes de Acuña y Padilla, el título condal recayó en la casa ducal de Medinaceli, que actualmente mantiene el título. El palacio acabaría siendo derribado y, en 1957, en este solar se instaló el colegio filipense Blanca de Castilla, en un edificio diseñado por el arquitecto palentino Luis Carlón. Durante las obras, apareció el conocido como Tesoro de las Filipenses, hoy en el Museo Arqueológico de Palencia, formado por varias joyas celtibéricas de los siglos II y I a. C.